# تایلا پریرا دوس سانتوس
تایلا پریرا دوس سانتوس (انگلیسی: Tayla Pereira dos Santos؛ زادهٔ ۹ مهٔ ۱۹۹۲) بازیکن فوتبال اهل برزیل است.
از باشگاه‌هایی که در آن بازی کرده‌است می‌توان به باشگاه فوتبال زنان سانتوس اشاره کرد.
وی همچنین در تیم ملی فوتبال زنان برزیل بازی کرده‌است.